# Claire Price
Claire Louise Price (Chesterfield, 4 luglio 1972) è un'attrice inglese.

## Famiglia
Price è nata a Chesterfield, nel Derbyshire, da John Price e Andree Evans, anche loro attori. Suo nonno era il giocatore di cricket del Worcestershire John Price, mentre lei è sorellastra dell'attore Chris Rowe e zia dell'attore Charlie Rowe.

## Carriera
Price ha iniziato la carriera come attrice nel 1994, a 22 anni. È nota per la sua interpretazione del detective-sergente Siobhan Clarke nel dramma televisivo Rebus trasmesso sulla rete britannica ITV. Ha recitato al fianco di Ken Stott, che interpreta l'ispettore John Rebus negli adattamenti dei romanzi dell'autore scozzese Ian Rankin. È stata costretta a superare l'esame di guida prima di girare la terza stagione di Rebus per consentire al suo personaggio di guidare l'automobile al posto del protagonista.
Nel 2015 ha interpretato il ruolo di Miriam Brindsley nella serie TV di ITV sulla seconda guerra mondiale Home Fires .
I precedenti lavori televisivi includono ruoli di un solo episodio in molte altre serie poliziesche e non, tra cui: London's Burning, The Knock, Dalziel and Pascoe, Giardini e misteri, Apparitions, Doctors, Poirot, L'ispettore Barnaby, Murder in Mind, The Whistle-Blower, The Outcast, The Coroner e Capital.
Price ha recitato anche a teatro: ha interpretato Olivia nell'adattamento del 2003 de La dodicesima notte di Shakespeare al Liverpool Playhouse, oltre a vari altri altri ruoli shakespeariani come Beatrice in Molto rumore per nulla allo Crucible Theatre, Miranda in La tempesta all'Old Vic, Rosalind in Come vi pare al Manchester Royal Exchange e Petruccia in La bisbetica domata nella produzione della Royal Shakespeare Company del 2019. In quest'ultima, ha interpretato la versione femminile del personaggio originale, data la rivisitazione dell'opera che ha incluso anche il cambio di sesso dei personaggi. Al Royal National Theatre, ha interpretato Berinthia in The Relapse (2001) e Roxanne in Cyrano de Bergerac (2004).
Nel 2008 ha interpretato Ellida in La donna del mare di Henrik Ibsen al Birmingham Repertory Theatre e nel 2009 ha interpretato i ruoli di Amanda in Vite in privato al Hampstead Theatre, Queen Elizabeth I in Mary Stuart al Theatr Clwyd, diretto da Terry Hands, e il ruolo della giornalista in The Power of Yes al National Theatre.
Nel 2009 è apparsa in The First Domino al Brighton Festival Fringe, al fianco di Toby Jones, Joseph Kloska e Struan Rodger.
Price ha vinto il premio come "Miglior interprete non protagonista" agli UK Theatre Awards del 2011 per il suo ruolo in The Pride al Crucible Theatre di Sheffield.
Nel 2012 ha vinto il premio come "Migliore attrice" per il ruolo di Alice nel film Jump di Bindu De Stoppani al British Independent Film Festival.
Ha recitato nel ruolo di Laura in Ritorno al Marigold Hotel (2015) e, il 3 dicembre 2016, ha partecipato come ospite nella serie televisiva Casualty, nell'episodio "All I Want for Christmas Is You".

## Filmografia

### Cinema
- Solo Shuttle, regia di David Cohen (1998)
- Cuckoo, regia di Richard Bracewell (2009)
- Hereafter, regia di Clint Eastwood (2010)
- Jump, regia di Bindu De Stoppani (2012)
- Ritorno al Marigold Hotel, regia di John Madden (2015)

### Televisione
- London's Burning, ruolo: Judy, episodio 8x13 (1995)
- Out Of This World, ruolo: Debbie Oaks, episodi 1x05-06 (1996)
- The Knock, ruolo: Allison, episodi 3x01-07, 4x01-02-03-04 e 4x07 (1997-1999)
- Murder in Mind: Sleeper, ruolo: Corrie, episodio "Sleeper" (2001)
- Whistleblower, ruolo: Emily Shearer (film TV, 2001)
- Midsomer Murders, ruolo: Sally Rickworth, episodio "Tainted Fruit" (2001)
- Twelfth Night, ruolo: Olivia (film TV, 2003)
- Poirot, ruolo: Gerda, episodio "Poirot e la Salma" (2004)
- Dalziel and Pascoe, ruolo: Clare, episodi "A Death in the Family" parte 1 e 2 (2006)
- Rebus, ruolo: Siobhan Clarke (stagioni 2-4, 2006-2007)
- Apparitions, ruolo: Elaine, episodio 1x06 (2008)
- The White Lady of Kinsale, ruolo: The White Lady[7][15]
- Doctors, ruolo: Mel Wickens, stagione 14, episodio "Follow That Star!" (2012)
- Capital, ruolo: Reverand Sarah, episodio 1x02 (2015)
- The Coroner, ruolo: Joy, episodio "The Fisherman's Tale" (2015)
- The Outcast, ruolo: Marjorie Dunford-Wood, episodio 1x01 (2015)
- Home Fires II, ruolo: Miriam Brindsley, stagioni 1-2 (2015-2016)
- Call The Midwife, ruolo: Lydia Timpton, episodio 6x07 (2017)

## Teatrografia
- Raya, ruolo: Alex, regia di Roxana Silbert (Hampstead Theatre)
- Taming of the Shrew/Measure for Measure, ruoli: Petruchia/Escalus, regia di Justin Audibert/Gregory Doran (RSC)
- King Lear, ruolo: Goneril, regia di Jonathan Munby (Duke of York's Theatre)
- Poison, ruolo: She, regia di Paul Miller, scritto da Lot Vekemans (Orange Tree Theatre)
- Things We Do For Love, ruolo: Barbara, regia di Laurence Boswell (Bath Theatre Royal / UK Tour)
- The Winter's Tale, ruolo: Hermione, prodotto da Paul Miller (Sheffield Crucible)
- Fifty Words, ruolo: Janine, regia di Laurence Boswell (Ustinov Studio Bath/Arcola)
- The Daughter in Law, ruolo: Minnie, regia di Paul Miller (Sheffield Crucible)
- Way of the World, ruolo: Millamant, regia di Rachel Kavenaugh (Chichester Festival Theatre)
- Company, ruolo: Sarah, regia di Jonathan Munby (Sheffield Crucible Theatre)
- The Pride, ruolo: Sylvia, regia di Richard Wilson (Sheffield Crucible Theatre)
- Little Platoons, ruolo: Rachel, regia di Nathan Curry (The Bush Theatre)
- The Power of Yes, ruolo: Financial Times Journalist, regia di Angus Jackson (National Theatre)
- Mary Stuart, ruolo: Elizabeth, regia di Terry Hands (Clwyd Theatr Cymru)
- Private Lives, ruolo: Amanda, regia di Lucy Bailey (Hamsptead Theatre)
- The White Devil, ruolo: Victoria, regia di Jonathan Munby (Menier Chocolate Factory)
- Lady from the Sea, ruolo: Ellida, regia di Lucy Bailey (Birmingham Rep)
- Coriolanus, ruolo: Roman Citizen, regia di Matthew Warchus (Bloomsbury Theatre)
- Blood Wedding, ruolo: Young Girl, regia di Edward Wilson (Bloomsbury Theatre)
- Coriolanus, ruolo: Roman Citizen, regia di Matthew Warchus (Tramway Theatre, Glasgow)
- A Midsummer Night's Dream, ruolo: Helena, regia di Michael Cabot (New End Hamsptead)
- The Dark Room, ruolo: Helena, regia di Michael Cabot (New End Hamsptead)
- The Giant Prince, ruoli: Luciana/Goldoni/Amara, regia di Andrea Brooks (Quiksilver Children's Theatre Tour)
- Dead White Males, ruolo: Angela Judd, regia di Patrick Sandford (Nuffield)
- Love In A Wood, regia di Michael Cabot (New End Theatre)
- When Did You Last See My Mother, ruolo: Linda, regia di John Burgess (B.A.C)
- Hard Times, ruolo: Louisa, regia di Sue Pomero (The Good Company)
- Ursula, ruolo: Ursula, regia di Howard Barker (The Wrestling School)
- Volpone, ruolo: Celia, regia di Lindsay Posner (RSC)
- Don Carlos, ruolo: Princess Eboli, regia di Gale Edwards (RSC)
- As You Like It, ruolo: Rosalind, regia di James Kerr (Liverpool Playhouse)
- Twelfth Night, ruolo: Olivia, regia di James Kerr (Liverpool Playhouse)
- The Relapse, ruolo: Berinthia, regia di Trevor Nunn (Royal National Theatre)
- Richard III, ruolo: Lady Anne, regia di Michael Grandage (Sheffield Crucible Theatre)
- The Tempest, ruolo: Miranda, regia di Michael Grandage (Sheffield Crucible/Old Vic)
- Brand, ruolo: Agnes, regia di Adrian Noble (RSC/Haymarket Theatre)
- Cyrano, ruolo: Roxanne, regia di Howard Davies (Royal National Theatre)
- Much Ado About Nothing, ruolo: Beatrice regia di Josie Rourke (Sheffield Crucible Theatre)
- Dr Faustus, ruolo: Dr Faustus, regia di David Fielding (Bristol Old Vic)